# Sophoreae
Триба Sophoreae є одним із підрозділів рослин родини бобових (Fabaceae). Традиційно цю трибу використовували як сміттєвий таксон для розміщення родів Faboideae, які демонструють актиноморфну, а не зигоморфну флоральну симетрію та/або неповністю диференційовані пелюстки та вільні тичинки. Різноманітні морфологічні та молекулярні аналізи показали, що Sophoreae у традиційному описі був поліфілетичним. Це призвело до повторного обмеження Sophoreae, що призвело до перенесення багатьох родів до інших триб (Amburaneae, Angylocalyceae, Baphieae, Camoensieae, клада Cladrastis, Exostyleae, Leptolobieae, Ormosieae, Podalyrieae та Vataireoids). Це також зумовило необхідність включення двох колишніх триб, Euchresteae і Thermopsideae, до нового визначення Sophoreae. Триба Sophoreae, згідно з поточним описом, послідовно утворює монофілетичну кладу в молекулярно-філогенетичному аналізі. Софореї виникли 40.8 ± 2.4 мільйона років тому (в еоцені).
Опис морфологічних синапоморфій ще не зроблено, але представників цієї триби можна відрізнити за відносно простими квітками, неспеціалізованим перистим листям, накопиченням хінолізидинових алкалоїдів і наявністю вільних тичинок. 

## Роди
1. Ammodendron Fisch. ex DC.
2. Ammopiptanthus S. H. Cheng
3. Anagyris L.
4. Baptisia Vent.
5. Bolusanthus Harms
6. Dicraeopetalum Harms
7. Euchresta (Lesch.) Benn.
8. Maackia Rupr.
9. Neoharmsia R.Vig.
10. Piptanthus Sweet
11. Platycelyphium Harms
12. Salweenia Baker f.
13. Sophora L.
14. Thermopsis R.Br.
15. Vuralia Uysal & Ertugrul